# Messager sagittaire
Sagittarius serpentarius
Pour les articles homonymes, voir Sagittariidae, Messager, sagittaire et Secrétaire.
Famille
Genre
Espèce
Répartition géographique
Statut de conservation UICN

 EN A2acde+3cde+4acde : En danger
Statut CITES
Le Messager sagittaire (Sagittarius serpentarius) est un rapace africain, souvent appelé Secrétaire ou sous la forme ambiguë de Serpentaire. C'est le seul représentant de la famille des Sagittariidae.

## Dénomination
Le messager sagittaire est souvent nommé Secrétaire, qui pourrait être une déformation de l'arabe saqr-et-tair qui signifie « oiseau-chasseur » ; cette étymologie est cependant disputée. En effet, le nom viendrait plutôt de ses plumes dressées sur la tête, rappelant les plumes d'écriture portées derrière l'oreille par les employés de bureau de l'époque. Cette dénomination est notamment mise en avant par Georges-Louis Leclerc de Buffon, qui introduit également le nom de Messager pour la même raison. 
L'appellation serpentaire vient de son goût pour les serpents, mais est ambigüe, plusieurs autres rapaces portant le nom de serpentaire.

## Description

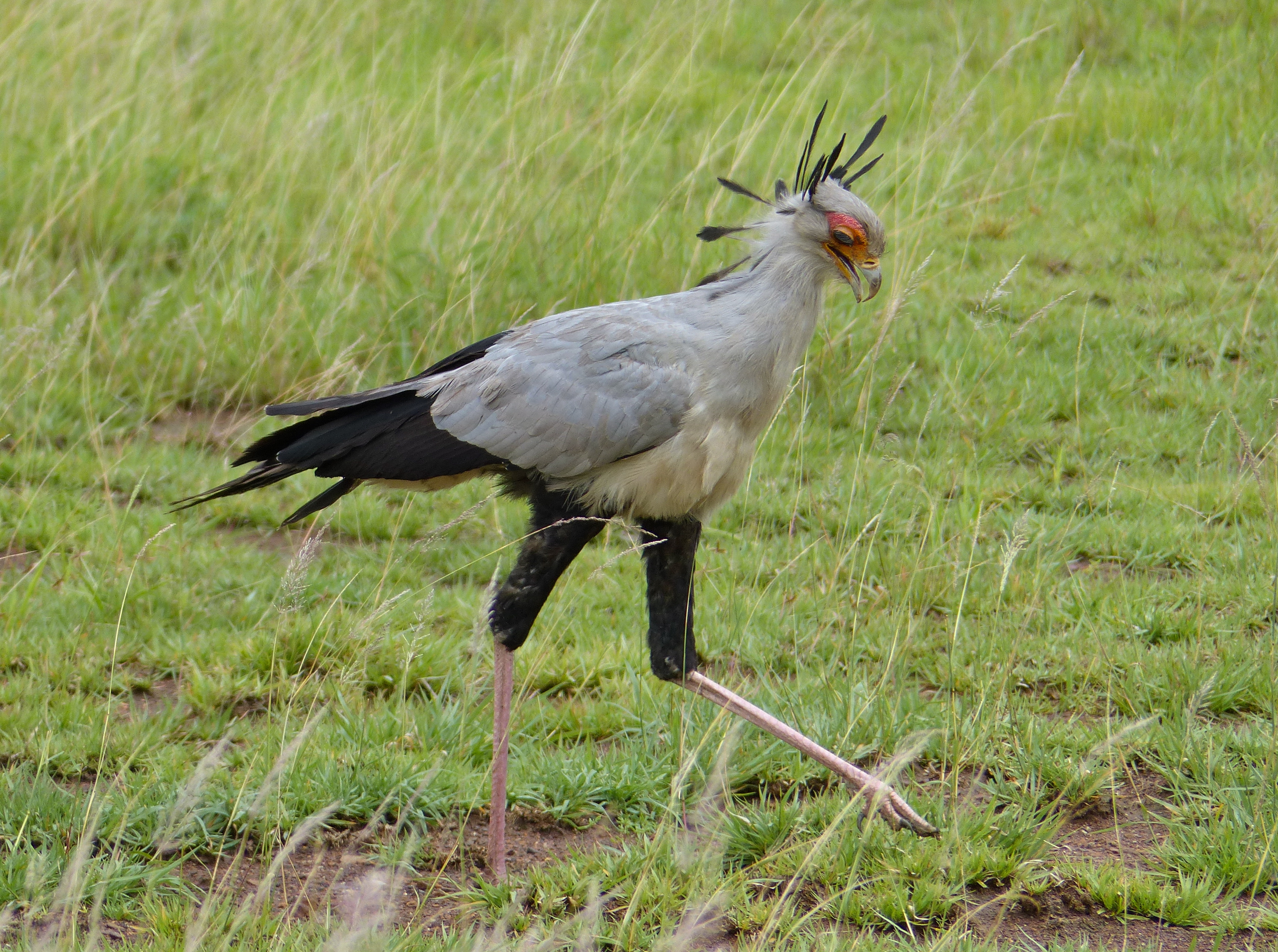
Sagittarius serpentarius (Parc national Kruger, Afrique du Sud).

Ce rapace diurne mesure entre 121 et 150 cm de longueur. Il a un bec crochu et ses longues pattes d'échassier ressemblent à celles de la Cigogne. Sa nuque est ornée de longues plumes noires formant une huppe lâche derrière la tête, et sa queue porte de longues rectrices médianes. Pour s'envoler il est contraint d'entamer une course. Une fois en l'air il plane aisément.
La femelle est un peu plus petite que le mâle.
Ses ailes ont une envergure de près de deux mètres mais il ne vole que rarement. Il parcourt souvent plus de 30 km par jour.

## Aire de répartition et habitat

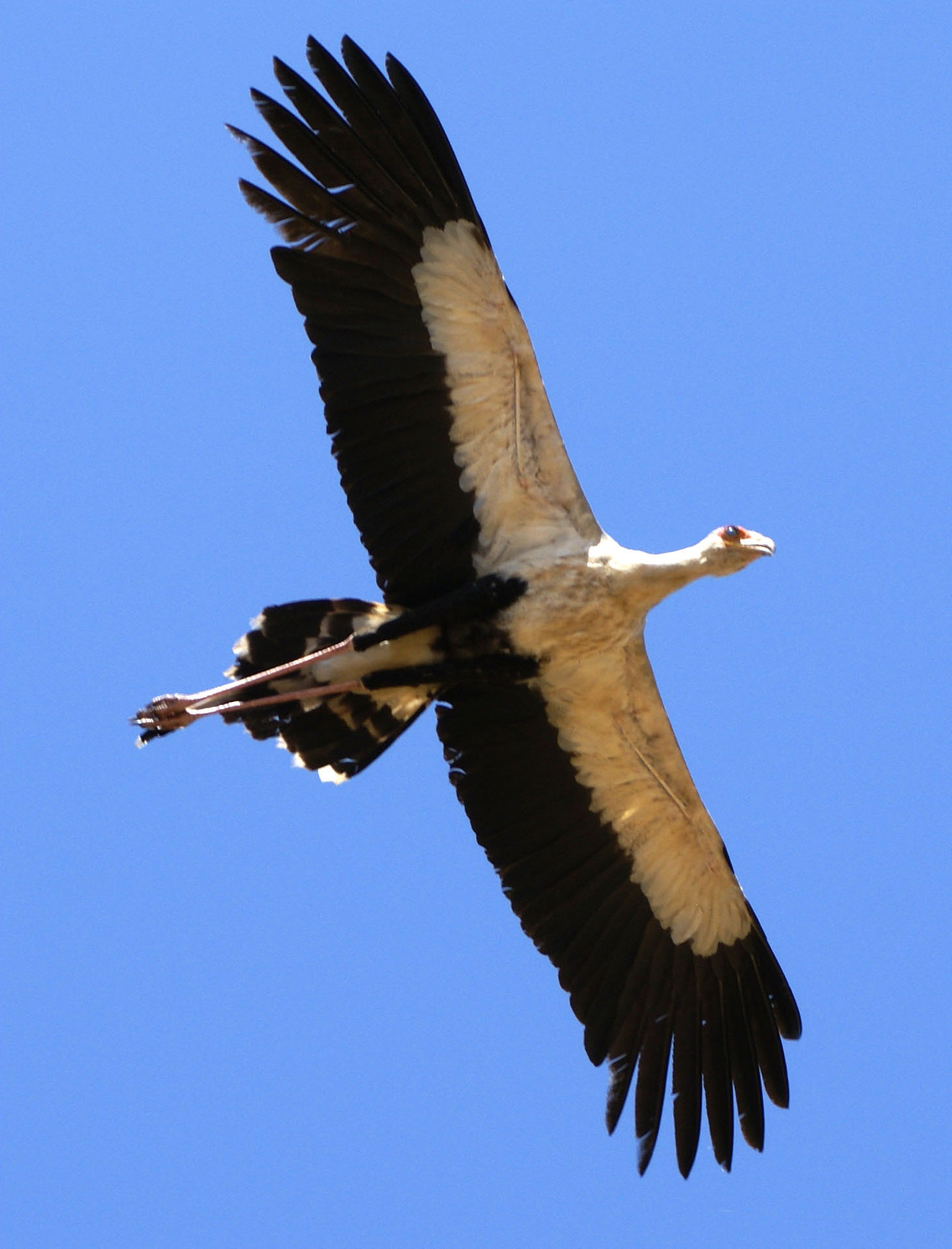
Messager sagittaire en vol.

### Aire de répartition
Il est endémique de l'écozone afrotropicale, évitant les forêts denses du centre de l'Afrique et des côtes d'Afrique de l'ouest. On le retrouve au nord jusqu'au Sahara, à l'ouest jusqu'au Sénégal et à l'est jusqu'au début de la Corne de l'Afrique ; il s'étend jusqu'au sud du continent.

### Habitat
Le messager sagittaire occupe les savanes et les steppes, privilégiant ainsi les milieux ouverts ; il préfère l'herbe courte et la présence d'acacias. Il tend généralement à éviter les habitats transformés par l'humain.

## Écologie et comportement

### Alimentation
Il chasse exclusivement au sol pour se nourrir de sauterelles, de tortues, de rongeurs, de serpents, de lézards et de petits vertébrés.

Il passe la majeure partie de la journée à marcher dans la savane et à piétiner le sol et les herbes pour trouver ses proies. Excellent marcheur, il peut parcourir près de 35 km par jour. Pour attraper les prises de taille moyenne ou importante, il les frappe à coups de patte afin de les étourdir ou de les assommer.

### Reproduction
Il construit un nid au sommet d'un arbre épineux, souvent un acacia. Ce nid fait entre 1,5 m et 2,5 m de diamètre, et est constitué de brindilles et de branches, le tout tapissé de poils de mammifères et d'herbe. Ces nids ne sont abandonnés que si leur solidité est remise en question. Deux à trois petits y sont élevés chaque année et couvés par la femelle. Après 45 jours de couvaison environ, ils naissent, et attendent 60 autres jours avant de voler.

## Culture
Le messager sagittaire apparaît sur les emblèmes du Soudan et c'est une figure bien visible sur les armoiries de l'Afrique du Sud. Il sert de modèle à l'oiseau secrétaire du film d'animation L'Apprentie sorcière.
Dans la série d'animation japonaise Aggretsuko, le personnage de Washimi, la secrétaire de direction, est un messager sagittaire anthropo-zoomorphe.
Dans le film d'animation Flow, l'un des personnages principaux est un messager sagittaire ayant été blessé à l'aile.